# 中西利雄
中西 利雄（なかにし としお、1900年〈明治33年〉12月19日 - 1948年〈昭和23年〉10月6日）は、日本の洋画家。透明水彩絵具に不透明水彩絵具を併用する新たな水彩技法を編み出した。

## 略歴
東京府京橋区(現・東京都中央区)に生まれる。日本中学校、1927年東京美術学校西洋画科卒業。1920年代、日本水彩展、光風会展、帝展などに参加し、1928年（昭和3年）にフランスへ渡る。翌年、大学同期の小磯良平とともにヨーロッパをめぐり、サロン・ドートンヌに多数作品を出品して入選した。1931年（昭和6年）11月に日本へ帰国。帰国後の1934年（昭和9年）、第15回帝展に「優駿出場」を出品して特選。1935年（昭和10年）には第二部会展で「婦人帽子店」特選。翌年、新制作協会を小磯良平、猪熊弦一郎らとともに結成。
1948年（昭和23年）、大仏次郎の「帰郷」の挿絵を毎日新聞に連載していたが、病のため中絶。同年10月6日、肝臓がんのために自宅で逝去。

## 代表作
- 「婦人帽子店」（1935年、東京国立近代美術館）
- 「夏の海岸」（1936年、東京国立近代美術館）

## 著書
- 『中西利雄作品集』春鳥会〈みづゑ原色選集〉、1937年9月。 NCID BC11515849。全国書誌番号:46073352。
- 『水絵 技法と随想』総合美術研究所、1943年4月。 NCID BA36736311。全国書誌番号:46023031。
- 『中西利雄』中西利雄遺作集頒布後援会、1953年。 NCID BN11438494。全国書誌番号:53012033。
- 『水絵の技法』美術出版社、1955年9月。 NCID BN1338114X。全国書誌番号:55010599。